# Leonardo Helicopters AW249
Leonardo Helicopters AW249 (wł. Nuovo Elicottero da Esplorazione e Scorta, NEES) – prototypowy włoski śmigłowiec szturmowy, który ma zastąpić maszynę Agusta A129 Mangusta.

## Historia

### Geneza

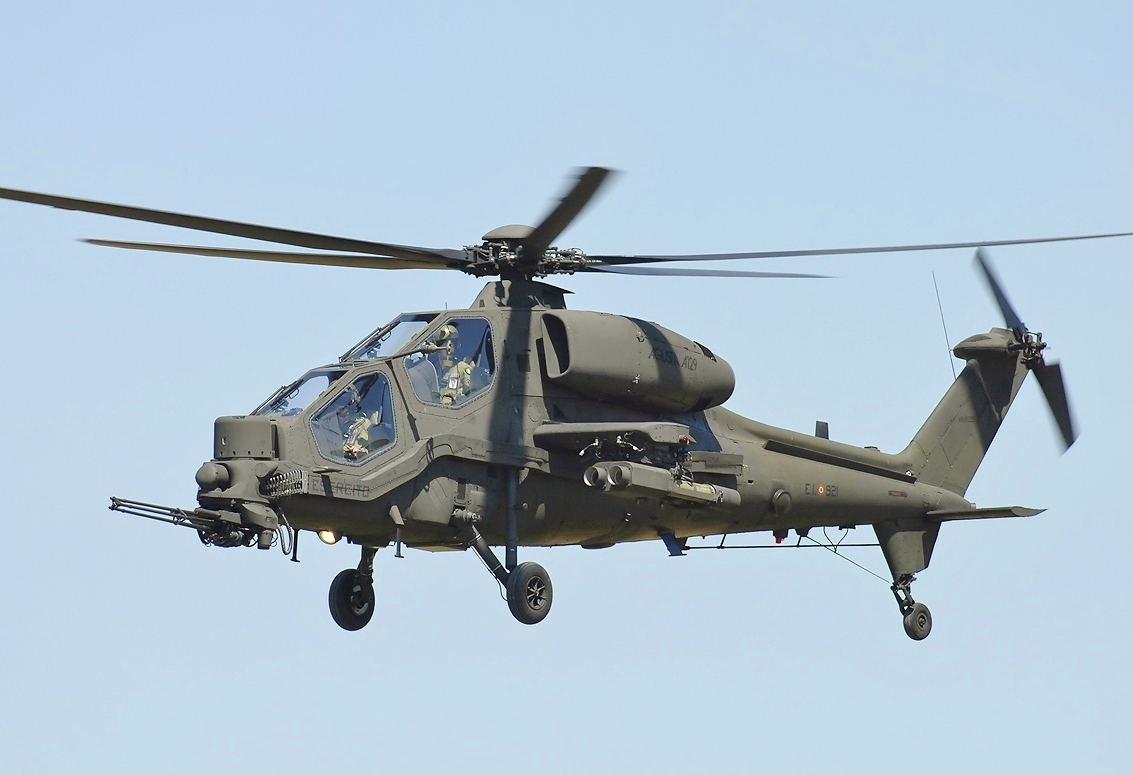
A129A Mangusta

Agusta A129 Mangusta jest udanym śmigłowcem bojowym, który sprawdził się w licznych misjach stabilizacyjnych i bojowych prowadzonych przez Esercito Italiano (Włoskie Wojska Lądowe). Projektowany wstępnie jako lekki niszczyciel czołgów, ale zakończenie zimnej wojny a tym samym spadek napięcia na arenie międzynarodowej, wzrost liczby lokalnych konfliktów, sprawił, iż Mangusta stała się wszechstronną maszyną wsparcia. Zdolną do prowadzenia działań bez wsparcia własnych oddziałów naziemnych. Precyzyjnego atakowania celów na terenie zurbanizowanym, działań eskortowych, operowania w każdym zakątku świata. A129 od początku projektowany był jako lekki śmigłowiec, jego maksymalna masa startowa wynosiła na początku lat 90. ubiegłego wieku, gdy maszyna wchodziła na uzbrojenie, około 4100 kg, by wraz z rozszerzaniem możliwości bojowych, wzrosnąć do około 4600 kg. Tym niemniej A129 nadal pozostaje jedną z najlżejszych maszyn w swojej klasie. Masa śmigłowca pozostaje głównym czynnikiem ograniczającym jego dalszy rozwój oraz uzyskiwane parametry lotu. Włoskie Mangusty służące w ramach kontyngentu skierowanego do Afganistanu, w gorących miesiącach letnich musiały realizować misje ze zredukowaną masą podwieszanego wyposażenia. Operując w wysokogórskim, gorącym klimacie Afganistanu, silniki Rolls-Royce Gem 2 nie zapewniały wystarczającej mocy. To co maksymalnie można było osiągnąć dysponując płatowcem Mangusty, reprezentuje jej turecka wersja TAI/AgustaWestland T129 ATAK o maksymalnej masie startowej rzędu 5 ton. Kolejny projekt (lub gotowa maszyna zakupiona za granicą) powinien charakteryzować się zdecydowaną poprawą osiągów, długości lotu, maksymalnym udźwigiem, szybkością i wysokością lotu. Większą autonomicznością, nowymi systemami samoobrony i zdolnością do współpracy z bezzałogowymi aparatami latającymi.

### Projekt
Informacje o zamiarze pozyskania nowej maszyny, określanej wstępnie jako AH-XX, mogącej skutecznie zastąpić A129 pojawiają się od połowy drugiej dekady XXI wieku. Jeszcze jednak w 2015 roku, plany włoskich sił zbrojnych zakładały modernizacje A129. Jednak już rok później, podjęto pierwsze kroki w celu realizacji budowy nowego śmigłowca, będącego całkowicie nową konstrukcją. Jesienią 2016 roku do włoskiego senatu trafiły dokumenty przygotowane przez Ministerstwo Obrony, które opisywały znaczenie i powody budowy nowego śmigłowca. Wśród powodów wymieniono chęć podtrzymania zdolności projektowych i wytwórczych lokalnego przemysłu lotniczego. W styczniu 2017 roku podjęto pierwsze formalne kroki w celu urzeczywistnienia projektu. 12 stycznia 2017 roku, Narodowy Dyrektoriat ds. Uzbrojenia Ministerstwa Obrony (lub Krajowa Dyrekcja ds. Uzbrojenia Ministerstwa Obrony) (wł. Direzione Nazionale degli Armamenti del Ministero della Difesa) podpisał odpowiednią umowę z firmą Leonardo Helicopters (dawniej AgustaWestland). Włoskie Ministerstwo Obrony, zgodnie z intencją wyrażoną w dokumentach przedstawionych w parlamencie, oparło swoje zamiary o rodzimego producenta, nie ogłaszając międzynarodowego przetargu. Umowa przewidywała sfinansowanie przez ministerstwo prac nad nowym śmigłowcem rozpoznawczo-eskortowym, w ramach fazy badawczo-rozwojowej programu NEES (Nuovo Elicottero da Esplorazione e Scorta). Prace mają się zakończyć do 2025 roku. W ich efekcie do 2020 roku miał powstać latający prototyp śmigłowca, a do 2025 roku jeszcze trzy egzemplarze przedseryjne i pierwsza maszyn seryjna. W ramach prac, śmigłowce przejdą wszystkie zaplanowane badania, które umożliwią osiągnięcie przez pierwszy śmigłowiec seryjny wstępnej gotowości operacyjnej do 2025 roku. Do tego momentu, włoskie ministerstwo obrony ma zawrzeć umowę produkcyjną. Wstępne plany zakładają pozyskanie od 44 do 48 nowych śmigłowców, które otrzymały oznaczenie wytwórni AW249 i AH-249A wojska.
Podczas odbywającej się w Krakowie w dniach 17–19 października 2017 roku konferencji Combat Helicopters, włoska armia ujawniła pierwsze szczegóły techniczne nowej maszyny. Będzie to śmigłowiec znacznie większy niż Mangusta. Umożliwi to zwiększenie masy przenoszonego uzbrojenia do 1800 a nawet 2000 kg. Wzrośnie, w porównaniu z A129, zasięg, prędkość i pułap. Umożliwić ma to nowy zespół nośno-napędowy z pięciołopatowym wirnikiem głównym i czterołopatowym wirnikiem ogonowym, który ma powstać na bazie istniejącego zespołu, używanego w maszynach AgustaWestland AW149. Modernizacja sprawdzonego w praktyce rozwiązania, ma zmniejszyć ryzyko techniczne. Potencjalnie, w grę wchodzi rozwiązanie zastosowane w śmigłowcu AgustaWestland AW189K, francuskie silniki Safran Aneto. Większa pojemność zbiorników paliwa i zastosowanie na szeroką skalę materiałów kompozytowych w budowie płatowca, ma umożliwić zwiększenie długotrwałości lotu. Jest to tym bardziej istotne, iż na uzbrojeniu włoskiej armii znajdują się maszyny NHI NH90, AgustaWestland AW101 czy Boeing CH-47 Chinook. Śmigłowce dysponujące dużym zasięgiem lotu, nieosiągalnym dla A129 a tym samym ograniczającym rolę Mangusty w zadaniach eskortowych.
Również Turcja ma zamiar pozyskać nową maszynę zdolną zastąpić używane. 31 października 2017 roku turecka wytwórnia Turkish Aerospace Industries ogłosiła rozpoczęcie budowy nowego śmigłowca bojowego mającego zastąpić używane T129 ATAK, oznaczonego wstępnie jako ATAK 2. Podobnie jak włoska projekt, główny akcent zmian zostanie położony na zwiększenia masy śmigłowca, zastosowanie nowego, silniejszego napędu. Dzięki temu nowy śmigłowiec będzie charakteryzował się tymi samymi zaletami co AW249. Będzie miał lepsze parametry i będzie zdolny do zabrania na pokład większej ilości uzbrojenia.
Śmigłowiec ma zostać zaoferowany Siłom Zbrojnym Rzeczypospolitej Polskiej w ramach programu pozyskania nowych śmigłowców uderzeniowych "Kruk". W tym celu, firma Leonardo i Polska Grupa Zbrojeniowa podpisały 11 lipca 2018 list intencyjny określający zasady wzajemnej współpracy przy pracach projektowych, produkcji, montażu końcowego, sprzedaży i wsparcia serwisowego dostarczonych wiropłatów o czym obydwaj sygnatariusze poinformowali tego samego dni.
12 sierpnia 2022 roku ukończony prototyp o znakach rejestracyjnych CSX82069 wzniósł się do swojego dziewiczego lotu z lotniska Vergiate położonego obok Mediolanu. Jeszcze tego samego dnia, popołudniem maszyna wzniosła się ponownie w powietrze. Prototyp, nietypowo, wyposażony był w trakcie swojego oblotu w zamontowaną na dziobie obrotową wieżyczkę strzelecką OTO Malera TM 197B. 19 marca 2023 roku w powietrze po raz pierwszy wzbił się drugi prototyp śmigłowca.
18 czerwca 2024 roku, podczas odbywających się w Paryżu targów Eurosatory, po raz pierwszy publicznie zaprezentowano AW249. Do czasu prezentacji producent ukończył budowę czterech maszyn prototypowych, z których dwie wykorzystywano do prób w locie a kolejne dwie, ukończone, czekały na swój oblot.

### Uzbrojenie
Przewidywane jest użycie uzbrojenia już dostępnego na A129, jak również zupełnie nowego. Śmigłowiec wyposażony zostanie w wypróbowane, trzylufowe działko kalibru 20 mm TM197B. Na dwóch skrzydłach umieszczonych po obydwu stronach kadłuba, do których zamontowane będą w sumie cztery belki do podwieszania uzbrojenia, w wersji przeciwpancernej, AW249 ma mieć zdolność przenoszenia maksymalnie szesnastu pocisków przeciwpancernych, w porównaniu do 8 na A129C/D. Dodatkowo na końcach skrzydeł zamocowane będą dwa pociski powietrze-powietrze typu AIM-9 Sidewinder lub opcjonalnie, cztery pociski powietrze-powietrze bardzo krótkiego zasięgu AIM-92 Stinger. Na belkach podskrzydłowych montować będzie można również zasobniki z niekierowanymi/kierowanymi pociskami rakietowymi kalibru 70 mm lub dodatkowe, zewnętrzne zbiorniki paliwa.

### Wyposażenie
Maszyna ma być zdolna do działania na w pełni sieciocentrycznym polu walki. Umożliwić ma to między innymi szerokopasmowe systemy komunikacji i przesyłania danych z użyciem protokołu Link 16 i potencjalnie nowszych. Systemy TACAN - taktyczny system nawigacji lotniczej, dopplerowski radar, radarowy wysokościomierz, bezwładnościowe systemy nawigacyjne z systemem GPS. Śmigłowiec ma mieć zdolność współpracy z bezzałogowymi aparatami powietrznymi. Wyposażenie awioniczne ma zapewnić fuzję danych ze wszystkich dostępnych systemów i czujników, własnych i zewnętrznych, np. dronów, i ich prezentacje na panoramicznym wyświetlaczu dotykowym lub nahełmowym. Dzięki rozpraszaniu gazów wylotowych z silników, zmniejszona zostanie sygnatura cieplna śmigłowca a użycie odpowiednich, absorbujących promieniowanie radiolokacyjne materiałów i właściwy kształt płatowca, pozwoli to na obniżenie skutecznej powierzchni odbicia radiolokacyjnego.